# Wellington John Harris
Pour les articles homonymes, voir Harris.
Wellington John Harris est un homme politique canadien de la Colombie-Britannique. Il est aussi député provincial indépendant de la circonscription britanno-colombienne de New Westminster de 1878 à 1881.